# 2013年トビリシ反ホモフォビア集会抗議デモ
2013年トビリシ反ホモフォビア集会抗議デモ（2013ねんトビリシはんホモフォビアしゅうかいこうぎデモ）は、2013年5月17日にジョージアの首都トビリシで発生したデモ活動。同日に予定されていた「反ホモフォビア集会」に抗議する主張が行われた。

## 概要
毎年5月17日は国際反ホモフォビアの日とされ、ジョージアでは反ホモフォビアを訴える活動家集団イデントバがトビリシで集会の開催を企図していた。集会開催の2日前、ジョージア正教会のイリア2世総主教は、同性愛を「疾病であり、健康ではない状態」と表現し、同性愛者による権利集会の開催禁止を求めていた。一方ビジナ・イヴァニシヴィリ首相は集会開催の前日、LGBTの各個人は「他のあらゆる社会集団と同等の権利を有している」と述べた。
集会当日の5月17日、反ホモフォビア活動家数十人がトビリシのダウンタウンに集まった。これに対し、ジョージアの正教徒を中心とする市民20,000人超が司祭たちの統率の下で抗議デモを行った。両者は自由広場近くのプーシキン公園で接触し、衝突が発生した。警察隊は、反ホモフォビアの活動家たちがデモ参加者の方向に走っていくことを抑止できなかった。
最終的に反ホモフォビアの活動家たちは警察のバスに乗せられ、抗議デモから離れた場所に移送された。複数の情報源によると、17人から28人の負傷者が発生した。

## 反応
暴力的事態に発展したことについて、オランダの外務大臣は遺憾の意を示した。非政府組織トランスペアレンシー・インターナショナルなどはジョージア青年弁護士会と連名で不満を示し、アムネスティ・インターナショナルも同様の見解を示した。ジョージア正教会の総主教イリア2世も暴力に関して非難を行い、同性愛は罪であるとの見解を示した。内務省は捜査を行い、暴力行為の加害者を起訴することを約束した。ザ・モスクワ・タイムズのポール・リンプル記者やトランスペアレンシー・インターナショナル・ジョージアのマーク・ミューレン元理事長はこの出来事について、教会と非宗教政権との間の巨大な闘争のうちの一部であると説明した。